# ジェベ
ジェベ（モンゴル語：ᠵᠡᠪᠡ Зэв Jebe、? - 1224年もしくは1225年）は、モンゴル帝国の初代皇帝であるチンギス・カンに仕えた千人隊長(ミンガン)の一人。ベスト氏族の出身で、はじめタイチウト氏に属する隷属民だった。『元朝秘史』では者別(zhĕbié)、『元史』では哲別(zhébié)などと漢語表記され、『集史』などのペルシア語資料ではجبه نويان (Jebe Nūyān)と表記される。書籍によってはジュベとも表記される。

## 略歴
元はジルゴアダイ（只児豁阿歹 Jirqo'adai/Jirγo'adai）と名乗っていたが、チンギスの命令でジェベと改めた。『元朝秘史』に載る1206年のチンギス・カン即位時の功臣表では、第47位に数えられる。『集史』では「大ジェベ（Yeke Jebe）」とも呼ばれていた。トルイに幕僚（ امير معتبر amīr-i mu‘tabar ＝ノコル）として仕えたモンケドゥ・セウル（モンゲド・サウル）という弟がいた。オゴデイ・カアンからモンケ・カアンの治世に征西に参加した将軍バイジュはジェベの親族にあたる。

## 生涯

### モンゴルへの仕官
1201年、ジルゴアダイはタイチウト氏の首領タルグタイ・キリルトクに従って、タルグタイの族子にあたるチンギス・カンと戦った。戦いの最中にジルゴアダイは毒矢を放ち、それがチンギス・カンの首に命中するが、ジェルメの看病によって一命を取りとめた。この戦いの最中、チンギスは敵側から射られた矢によって騎乗していた愛馬を失った。
戦後チンギスが自分の馬を射た者を探し求めると、ジルゴアダイは自らが狙撃したと名乗り出る。ジルゴアダイは馬ではなくチンギス自身を狙ったと答え、さらに助命を受ければ忠義を尽くすと言った。チンギスはジルゴアダイの誠実な人格を称え、彼を許して臣下に迎えた。この時、チンギスはジルゴアダイにモンゴル語で「鏃が木製である矢」を意味するジェベの名前を与え、彼に名前を改めるよう命令した。チンギスの元でジェベは百戸長に任ぜられ、1206年のチンギスの第二次即位の際に千戸長の地位に就く。
以来ジェベは優秀かつ忠実なチンギスの将軍として名を馳せ、スブタイ、ジェルメ、クビライ・ノヤンらとともに「四狗」の一人に数えられた。1206年のナイマン遠征では、クビライ・ノヤンと共に先鋒を務めた。

### 外征での活躍
1211年からの第一次対金戦争においては、1212年に金に対して反乱を起こした契丹人・耶律留哥への援軍として派遣される。遼陽を攻撃したジェベは都市の守りが固いことを知ると奇襲をかけ、1213年1月に遼陽を制圧した。易州に進軍してチンギスと合流した後に居庸関の攻略を命じられ、居庸関を陥落させた後に将軍ケエテイ、カタイと合流した。
1218年、西遼の王位を簒奪したナイマンのクチュルクに対して、ジェベ率いる20,000の兵士が討伐隊として派遣される。ジェベはクチュルクが籠るカシュガルを攻撃する際、信仰の迫害を受けていたカシュガルのイスラム教徒に信仰の自由を約束すると、カシュガルの住民はクチュルクに対して反乱を起こした。ジェベは逃亡したクチュルクをさらに追撃し、バダフシャーンの山中で捕殺する。戦後、クチュルクの首を吊るしてジャバル・ホージャと共に征服地の各都市を凱旋し、イスラム教徒弾圧に不満を抱いていた市民から歓迎を受けた。また、ジェベは忠誠の証しとしてかつて射殺したチンギスの乗馬と同じ1,000頭の白馬を征服地から探し出し、これをチンギスに献上した。
1219年の征西では、サマルカンドから逃亡したホラズム・シャー朝のスルターン・アラーウッディーン・ムハンマドの追撃隊としてジェベ率いる10,000の騎兵隊がスブタイと共に派遣される。ホラーサーンに侵入したジェベはバルフ、ニーシャープールを降伏させるが、1220年5月にムハンマドを見失って以降、両将軍はイラン高原西部（イラーク・アジャミー）で破壊を行った。1220年末にムハンマドはカスピ海のアバスクン島で没するが、ジェベとスブタイはこの事実を知らないまま追撃を続ける。

### キリスト教世界との接触
イランから北上してアゼルバイジャンに進軍、当時アゼルバイジャンを支配していたアタベク政権のイルデニズ朝から臣従の誓いを受ける。モンゴル軍はムーガーン平原で冬営を行い、1221年2月にグルジア王国を攻撃した。モンゴルはグルジア攻撃においてはアゼルバイジャン軍を先頭に立たせ、グルジア軍がアゼルバイジャン兵との戦闘で疲弊した後にモンゴル本体が突撃を行い、勝利を収める。同年3月にマラーガを攻撃、陥落させ住民を殺害する。
モンゴル軍のイラクへの接近を知ったアッバース朝のカリフ・ナースィルはイルビル、モスルの領主に義勇軍を呼びかけるが、ジェベらは進路を変えて。1222年末までにモンゴル軍はアゼルバイジャン、グルジア、シルワーンで破壊と略奪を行い、コーカサス山脈を越えて北上した。
北上後、アス人、レズギン人、チェルケス人、キプチャク人の連合軍に勝利、キプチャク草原に侵入する。キプチャク人のカンの一人クタンは娘婿のガーリチ公ムスチスラフに助けを求め、ルーシ諸侯とキプチャク人の同盟が成立した。1223年5月31日にモンゴル軍とルーシ・キプチャクの連合軍はカルカ川（現カリチク川 と推定される）で衝突し、モンゴル軍が勝利を収めた（カルカ河畔の戦い）。ジェベ、スブタイの軍はアゾフ海沿岸部とクリミア半島で略奪を行い、1223年末にヴォルガ・ブルガールに侵入する（モンゴルのヴォルガ・ブルガール侵攻）。後年ルーシで編纂された『ノヴゴロド年代記』1224年の条には、ジェベらの攻撃が地獄から来襲した「タルタル」の到来として記録された。
ヴォルガ・ブルガールで勝利を収めた後にジェベ、スブタイは軍を引き上げ、ペルシャからモンゴル高原に帰還する途上にあったチンギス・カンの軍隊と合流した。1224年（もしくは1225年ごろ）、ジェベはモンゴル高原への帰国の途上のアラル海のほとりで病没した。
ジェベの死後、彼の子の忽生孫に千戸長の地位が与えられた。

## ジェベが参加した戦争・戦闘

### 参加した戦争
- 西夏遠征
- 第一次対金戦争
- モンゴルの西遼征服
- チンギス・カンの西征
  - モンゴルのホラズム・シャー朝征服
  - モンゴルのヴォルガ・ブルガール侵攻

### 参加した戦闘
- カルカ河畔の戦い